# HMAS Australia (1911)
El HMAS Australia fue uno de los tres cruceros de batalla de clase Indefatigable construidos para la defensa del Imperio Británico. Fue botado en 1911 y fue dado de alta en la Royal Australian Navy (RAN) como su buque insignia en 1913, y como el único buque capital que sirvió en la RAN,
El HMAS Australia sirvió tanto en el océano Pacífico como en el océano Atlántico durante la Primera Guerra Mundial. Fue el primer crucero de batalla en portar y catapultar hidroaviones en 1918. En su regreso a Australia tras la guerra en 1919, algunos miembros de su tripulación abandonaron sus puestos en un motín que fue abortado.
El HMAS Australia fue desguazado junto a su armamento en 1921, como parte de las condiciones aceptadas por Gran Bretaña en el Tratado Naval de Washington.

## Construcción y adquisición

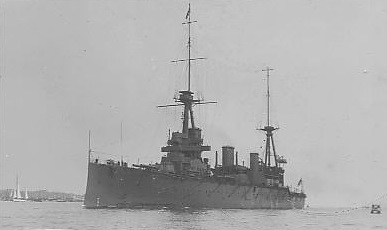
El HMAS Australia en su entrega en Reino Unido en 1913.

La quilla del HMAS Australia fue puesta en grada por John Brown and Company de Clydebank, Glasgow, Escocia, el 26 de junio de 1910. Fue botado el 25 de octubre de 1911 con Lady Reid como su madrina (la esposa de Sir George Reid, el alto comisionado en Londres y, posteriormente, primer ministro de Australia).
El crucero de batalla fue completado y dado en alta en la RAN en Portsmouth el 21 de junio de 1913 como buque insignia de la armada australiana. El 21 de julio de 1913 zarpó con rumbo a Australia acompañado por el HMAS Sydney. El buque arribó a Sídney el 4 de octubre de 1913, tras una visita diplomática a Sudáfrica. El HMAS Australia fue el único buque capital en servicio en la RAN.

## Historia operacional
Durante sus primeros años de servicio, el HMAS Australia visitó los principales puestos de las costas sur y este del continente, para mostrarlo a la opinión pública.

### Primera Guerra Mundial
Al iniciarse la Primera Guerra Mundial, el HMAS Australia fue desplegado para encontrar y atacar a la escuadra alemana del este asiático, la única fuerza naval de las potencies centrales en el pacífico. La escuadra, comandada por el Vicealmirante Maximilian von Spee, era especialmente cuidadosa de no encontrarse con el HMAS Australia, que era considerado como superior a toda su escuadra, por ser el único monocalibre de ambas escuadras. La escuadra alemana bordeó Sudamérica y salió del Pacífico, para ser finalmente destruida por una escuadra británica en la Batalla de las islas Malvinas.
A finales de 1914, el HMAS Australia proporcionó escolta a las fuerzas aliadas durante el acoso a las fuerzas alemanas en el pacífico, incluida la expedición australiana a Rabaul.
A finales de 1914, se ordenó al HMAS Australia unirse a la segunda escuadra británica de cruceros de batalla en Rosyth, Escocia. Arribó a Plymouth el 28 de junio de 1915, y fue designado buque insignia de la segunda escuadra de cruceros de batalla el 8 de febrero de 1915.
Como parte de la segunda escuadra, el HMAS Australia realizó una serie de patrullas en el mar del norte. Aunque no tuvo ningún enfrentamiento con los buques de la Armada Imperial Alemana y no llegó a participar en la Batalla de Jutlandia. Tras una colisión con su buque gemelo, el HMS New Zealand durante un día de niebla espesa el 22 de abril de 1916, estuvo fuera de servicio hasta el 9 de junio. Tras volver al servicio activo, el HMAS Australia volvió a asumir sus tareas como buque insignia de la segunda escuadra hasta el final de la guerra.
Entre marzo y mayo de 1918 se usó al HMAS Australia para una serie de experimentos con aviación naval embarcada. El 8 de marzo, un biplano Sopwith 1½ Strutter fue lanzado desde una plataforma montada sobre una de las torres de 305 mm., convirtiéndose en el primer lanzamiento de un avión desde un crucero de batalla.
El 21 de noviembre de 1918, el HMAS Australia estuvo presente en la rendición de la Flota de Alta Mar alemana, y fue destacado específicamente para vigilar al crucero de batalla alemán SMS Hindenburg.

### Motín

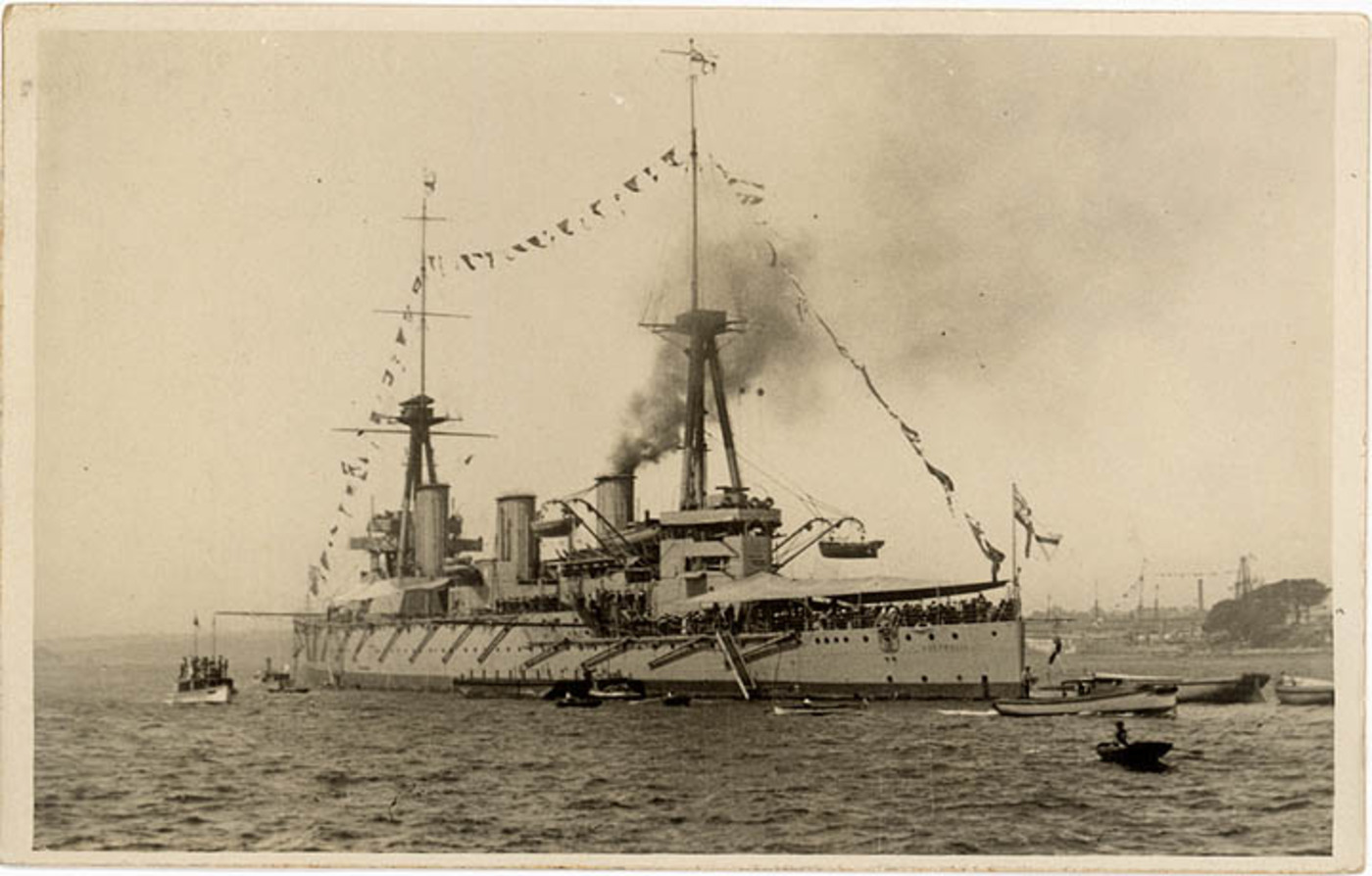
HMAS Australia circa 1913-1924

El HMAS Australia zarpó de retorno a casa el 23 de abril de 1919, y arribó a Fremantle, el 28 de mayo. El 1 de junio hubo un motín a bordo del HMAS "Australia". Se había dado permiso de cuatro días a la tripulación, y cuando se ordenó hacer los preparativos para zarpar, para preparase para una ceremonia de bienvenida a casa, unos 80 tripulantes subieron a la cuarta cubierta para pedir que se retrasase la salida para permitirles disfrutar de los días de licencia previamente concedidos en Fremantle y Perth. Otros creen que las causas de la frustración de la tripulación fue la monotonía del trabajo la espera durante la guerra, y las rivalidades entre los tripulantes británicos y australianos a bordo.
En una alocución dirigida al grupo por el capitán Claude Cumberlege, éste les explicó que el buque no podía retrasar su partida, debido al apretado horario, tras lo cual, los marineros se dispersaron descontentos, pero voluntariamente, aunque cuando se dieron las órdenes de partir, se descubrió que los fogoneros habían abandonado sus puesto, evitando con ello la salida del navío. Se ordenó a algunos oficiales acudir a la sala de calderas, y el buque abandonó el puerto solo con unas pocas horas de retraso, sin más incidentes entre su tripulación. Cumberlege presentó cargos contra 32 hombres, 27 de los cuales, fueron encarcelados a bordo del HMAS Australia por 90 días, mientras que cinco de ellos fueron condenados por motín en una corte marcial, tras la llegada del crucero de batalla Sidney el 15 de junio. El 20 de junio, fueron condenados a penas de prisión de entre uno y dos años. Después de las protestas públicas, los cinco fueron dejados en libertad en diciembre.

### Postguerra
El HMAS Australia volvió a asumir su papel de buque insignia de la Royal Australian Navy en tiempos de paz. En 1920 se decidió que la gran cantidad de mano de obra y recursos usados en el buque podían ser mejor empleados dedicados a otros fines. La tripulación del HMAS Australia fue reducida, y fue enviado a Victoria, en el papel de batería defensiva. En noviembre de 1921 el HMAS Australia volvió a Sídney, y fue puesto en reserva el 12 de diciembre de 1921. En los tres años siguientes el buque fue despojado de prácticamente todos sus equipos útiles, así como de numerosos objetos tomados como recuerdos.
El Tratado Naval de Washington, firmado en 1922, y del cual Gran Bretaña era signataria, requería de las naciones participantes una reducción de sus fuerzas navales. Como parte del Imperio Británico, se requirió que Australia desguazase el crucero de batalla y su armamento principal. El HMAS Australia fue remolcado y echado a pique para formar un arrecife artificial el 12 de abril de 1924, en un acto que fue visto más como la pérdida de un símbolo obsoleto por parte de la RAN que como un debilitamiento de la fuerza de la Armada Australiana.